# 距離測量 (宇宙學)
距離測量是使用在物理宇宙學給與在宇宙中的兩個天體或事件的自然概念距離。它們通常使用一些受限制但可以觀測的量 （像是遙遠距離類星體的光度、遠距離星系的紅移、或在CMB能譜的聲學峰值角尺度） 配合不能直接觀測，但更方便於計算的量 （像是類星體、星系等的同移坐标）。此處討論的距離測量都簡化為在低紅移下單純概念的歐幾里得度量距離。
與我們所瞭解的宇宙學一致，這些測量的計算都在符合廣義相對論範圍內的弗里德曼－勒梅特－罗伯逊－沃尔克解所用來描述的宇宙。

## 距離的類型
- 角直徑距離能很好的指出 (特別是在平坦的宇宙) 我們現在看見的光，當他從天體發射出來時離開我們的距離。
- 光度距離 (Luminosity distance)：是考慮天體所具有的固有光度 (Inherent Luminosity)，在靜止的宇宙(Static Universe)中觀測到的亮度 (Observed Brightness)，與距離平方成反比，推測所得的距離[1]。
- 同移距離：在目前定義的宇宙時間下，沿著路徑測量兩點之間的距離。
- 宇宙論的原距：在常數的宇宙時間定義下，沿著路徑測量兩點之間的距離。宇宙論的原距不應與一般的原長度或原距混為一談。
- 光行時或回溯時間：這是多久之前離開天體的光所得到的紅移。
- 光行距 (Light travel distance，LTD)：這個距離是光從物體到達觀測者所用的時間（以年為單位）乘以光速。例如，在這種距離量測下，可觀測宇宙的半徑就是宇宙年齡乘以光速（1光年/年），即138億光年。可以參閱對可觀測宇宙大小的誤解。
- 天然的哈伯定律，以z = H0d/c。此處的H0是目前的哈伯常數；z 是天體的紅移，c是光速，還有d是"距離"。

## 外部鏈結
- 'The Distance Scale of the Universe' （页面存档备份，存于） compares different cosmological distance measures.
- 'Distance measures in cosmology' （页面存档备份，存于） explains in detail how to calculate the different distance measures as a function of world model and redshift.
- iCosmos: Cosmology Calculator (With Graph Generation ) （页面存档备份，存于） calculates the different distance measures as a function of cosmological model and redshift, and generates plots for the model from redshift 0 to 20.